# 阿氏貝喙鯨
阿氏貝喙鯨（學名：Berardius arnuxii），旧称阿诺氏喙鲸，又称南方四齿鲸、南方喙鲸、新西兰喙鲸、南方巨瓶鼻鲸和南方鼠鲸，是大型的喙鯨類，在南半球呈環南極分布，與生存於北半球的親戚貝氏喙鯨（Berardius bairdii）相當近似，早年甚至有不少學者懷疑兩者是否為分隔的兩個物種。上述2種喙鯨一般認為無法在海中區分，似乎僅能以分布位置的不同來辨別。由少數擱淺或被困在冰層內的個體測量結果，阿氏貝喙鯨似乎不會成長至貝氏喙鯨的大小（12米以上）。

## 外形特徵
阿氏貝喙鯨的外觀與貝氏喙鯨非常相似，但體型略小。其身軀長而幾乎呈管狀，背鰭小，位於背部中央後方的位置。背鰭的頂點通常圓鈍，後緣呈鐮刀形。胸鰭末端呈圓形。額隆明顯呈球狀，至嘴喙基部傾斜度較平緩。嘴部曲線長，末端彎曲上翹。下顎比上顎要來得長，所以位於嘴喙尖端的兩顆三角形牙齒即使在嘴巴閉上時也會露出來。在大牙的後方有兩顆小牙，但隱藏在嘴中。無論雌雄鯨都有突出的牙齒。
全身幾乎全為石板色至淺褐色，頭部顏色較淺。隨著年齡增長，在其額隆、背部與身體側面會增加許多白色長條傷痕，年老個體在腹部也會有傷痕。其傷痕使整體外觀呈大理石般的花紋。

## 分布
阿氏貝喙鯨在南半球大致呈環極區分布，由南極洲浮冰邊緣（約南緯78度）往北達約南緯34度，在南太平洋、南大西洋、印度洋南部皆可能出現，不過大多數觀察記錄都在南緯40度以南的地方，最常在塔斯曼海一帶發現，紐西蘭曾有集體擱淺記錄。有時會因為被冰層困住而被迫在南極過冬。

## 習性
阿氏貝喙鯨通常易受驚嚇而難以觀察，在海面辨認的難度相當高。似乎具群集性，一般多觀察到牠們以彼此間靠得很近的群體出現，數量多在10頭以下，但有時可達50頭之多。在南極洲附近，研究者曾追蹤一個由約80頭喙鯨組成的群體達數小時之久，最終牠們分散為8至15頭不等的小群消失於流冰群間。有記錄的潛水時間多在15至25分鐘之間，通常會潛至1,000公尺深處。曾觀察到一個鯨群潛航超過1小時，這段時間裡牠們游了6公里以上的距離。在海面時會以慢速游動，換氣15次左右後再次下潛；噴氣低矮（高度近2公尺），略朝前方傾斜，呈樹枝狀，

## 生殖
曾在12月時發現一頭擱淺的懷孕雌鯨，除此之外對於其生殖情形幾乎完全不明，可能與貝氏喙鯨近似，推測懷孕期亦為17個月左右。

## 食性
阿氏貝喙鯨的食性推測與貝氏喙鯨相近，包含槍烏賊、章魚與深海魚等。

## 現狀
阿氏貝喙鯨的出現頻率略低於同樣分布於南半球的南瓶鼻鯨（Southern Bottlenose Whale），但沒有明確的統計數字。牠們從未被人類捕捉，似乎沒有急迫的生存危機。